# 桑迪斯菲爾德 (麻薩諸塞州)
桑迪斯菲爾德（英語：Sandisfield）是一個位於美國麻薩諸塞州伯克夏縣的鎮。

## 人口
根據2020年美國人口普查的數據，桑迪斯菲爾德的面積為137.20平方千米，當中陸地面積為134.20平方千米，而水域面積為3.00平方千米。當地共有人口989人，而人口密度為每平方千米7人。